# Episodi di Lethal Weapon (seconda stagione)
La seconda stagione della serie televisiva Lethal Weapon, composta da 22 episodi, è andata in onda sulla rete statunitense Fox dal 26 settembre 2017 all'8 maggio 2018.
In Italia, la stagione è stata trasmessa su Italia 1 dal 4 maggio 2018, e in contemporanea anche su Premium Crime dal 1º giugno al 15 giugno 2018.
Questa è l'ultima apparizione di Clayne Crawford nel ruolo del detective Martin Riggs: l'attore, infatti, è stato licenziato. Secondo i media ciò è avvenuto per alcuni comportamenti violenti durante le riprese della serie; tuttavia, secondo lo stesso Crawford, il licenziamento è stato causato dall'invidia e dal divismo di Damon Wayans, che ha avuto come conseguenza il licenziamento di metà troupe.
| n° | Titolo originale                | Titolo italiano                | Prima TV USA      | Prima TV Italia |
| -- | ------------------------------- | ------------------------------ | ----------------- | --------------- |
| 1  | El Gringo Loco                  | El Gringo Loco                 | 26 settembre 2017 | 4 maggio 2018   |
| 2  | Dancing in September            | Ballando a settembre           | 3 ottobre 2017    | 4 maggio 2018   |
| 3  | Born to Run                     | Nati per scappare              | 10 ottobre 2017   | 4 maggio 2018   |
| 4  | Flight Risk                     | Pericolo di fuga               | 17 ottobre 2017   | 11 maggio 2018  |
| 5  | Let it Ride                     | Lascia correre!                | 7 novembre 2017   | 11 maggio 2018  |
| 6  | Gold Rush                       | Corsa all'oro                  | 14 novembre 2017  | 11 maggio 2018  |
| 7  | Birdwatching                    | Birdwatching                   | 21 novembre 2017  | 18 maggio 2018  |
| 8  | Fork-Getta-Bout-It              | Omicidio in punta di forchetta | 28 novembre 2017  | 18 maggio 2018  |
| 9  | Fools Rush In                   | Teorie cospiratorie            | 5 dicembre 2017   | 18 maggio 2018  |
| 10 | Wreck the Halls                 | Conciati per le feste          | 12 dicembre 2017  | 25 maggio 2018  |
| 11 | Funny Money                     | Banconote false                | 2 gennaio 2018    | 25 maggio 2018  |
| 12 | Diggin' Up Dirt                 | Scavare nel torbido            | 9 gennaio 2018    | 25 maggio 2018  |
| 13 | Better Living Through Chemistry | Prescrizioni per la vita       | 16 gennaio 2018   | 1º giugno 2018  |
| 14 | Double Shot of Baileys          | Un Bailey di troppo            | 23 gennaio 2018   | 1º giugno 2018  |
| 15 | An Inconvenient Ruth            | Scomoda Ruthie                 | 6 febbraio 2018   | 1º giugno 2018  |
| 16 | Ruthless                        | Senza Ruthie                   | 27 febbraio 2018  | 8 giugno 2018   |
| 17 | The Odd Couple                  | La strana coppia               | 6 marzo 2018      | 8 giugno 2018   |
| 18 | Frankie Comes to Hollywood      | Frankie viene a Hollywood      | 10 aprile 2018    | 8 giugno 2018   |
| 19 | Leo Getz Hitched                | Leo si sposa                   | 17 aprile 2018    | 15 giugno 2018  |
| 20 | Jesse's Girl                    | La ragazza di Jesse            | 24 aprile 2018    | 15 giugno 2018  |
| 21 | Family Ties                     | Legami di famiglia             | 1 maggio 2018     | 15 giugno 2018  |
| 22 | One Day More                    | Ancora un giorno               | 8 maggio 2018     | 15 giugno 2018  |